# Osmi povjerenik (2018.)
Osmi povjerenik, roman Renata Baretića, izvodi se i u kazalištu kao dramsko djelo, te je snimljen i istoimeni film.

## Sadržaj filma
Na Trećić, najudaljeniji naseljeni hrvatski otok, dolazi po kazni Vladin osmi po redu povjerenik, Siniša Mesnjak (Frano Mašković). Njegov zadatak je organizirati izbore i legalnu lokalnu vlast. Mladom političaru stvar se čini više nego jednostavna, ali Trećić je sve drugo od običnog jadranskog otoka. Ubrzo se zbližava s lokalnim ribarom Toninom (Borko Perić), koji ne može otići s otoka jer se mora brinuti o nepokretnom ocu  (Ivo Gregurević).

## Uloge
- Borko Perić - Tonino Smeraldić
- Frano Mašković - povjerenik Siniša Mesnjak
- Goran Navojec - Selim
- Ivo Gregurević - Toninov otac
- Nadia Cvitanović - Julia
- Filip Šovagović - Brkljačić
- Špiro Guberina - Barzi
- Božidar Smiljanić - djed Bonino
- Stojan Matavulj - premijer
- Iva Mihalić - Željka
- Živko Anočić - Zorzi
- Mate Gulin - Bartul
- Petra Šaravanja - Tonkica
- Ivana Roščić - Tonkičina majka